# Jasuhiro Hato
Jasuhiro Hato (japonsko 波戸 康広), japonski nogometaš, * 4. maj 1976.
Za japonsko reprezentanco je odigral 15 uradnih tekem.